# کریستیان آگوست هاوزن
کریستیان آگوست هاوزن (آلمانی: Christian August Hausen؛ زاده ۱۹ ژوئن ۱۶۹۳ درگذشته ۲ مهٔ ۱۷۴۳) یک دانشمند در زمینه ریاضیات و فیزیک اهل آلمان بود.